# Бойко Богдана Вадимівна
Богда́на Вади́мівна Бо́йко (*26 травня 1977, Київ) — українська поетеса, письменниця і перекладачка.

## З життєпису
Народилася 26 травня 1977 р. у м. Києві.
1999 року закінчила Київський інститут театрального мистецтва.
З 1998 року працює у Київському театрі ляльок, від 2008 року — завідувачка літературно-драматичної частини.

## Творчість
Авторка збірки лірики «На зеленій струні» (2002), численних книжок для дітей; п'єси «Різдвяна колиска» (прем'єра в Київському муніципальному театрі ляльок, 2000) та лібрето однойменної опери-вертепу (музика М. Чембержі, 2004); нарису «Заслужена артистка України Елеонора Смирнова» (2009).
Добірки її поезій увійшли до альманахів «Гранослов» (1997; 1998) та антології «Початки» (1998). Укладачка та авторка вступної статті біобібліографічного покажчика «Народний артист України лялькар Сергій Єфремов» (2008). Займалася перекладами з російської та німецької мов творів авторів, таких як В. Герланець («Давай знайомитись!», 2006), С. Михалков («А що у вас?», 2007; «Улюблені вірші», 2012), А. Барто («Вірші дітям», 2008), Е. Успенський («Улюблені казки та мультики», «Улюблені історії з Простоквашина», «Крокодил Гена та його друзі»; усі — 2010; «Новий рік у Простоквашині»), С. Маршак («Веселі віршики та пісеньки»; обидва — 2011), К. Матюшкіна («Віники лапаті, або Пригоди Вані у личаках і сарафані», 2011; 2013) та Б. Веніґер («Це я зробив…», «Нові друзі», «Митися? Нізащо!», «Мімікі загубився»; усі — 2008, Київ).

### Основні твори
- Веснянка для ведмедика. К., 2005;
- Яка ж пора найкраща? Х., 2005;
- Вдома у звірят. Х., 2006;
- Де були, що бачили. Х., 2006;
- Настусині друзі. Х., 2006;
- Потішки. Х., 2006;
- Добрий день, шановна свинко! К., 2006;
- Розумні дітки. К., 2006;
- Оповідки дерева й квітки. Х., 2006; 2008;
- Веселка для горобців. К., 2006;
- Жаби й жабенята. К., 2006;
- Сніговики-витівники. Х., 2006; 2008; 2011;
- Качур, качка, каченята. К., 2006;
- Розумнички-мишки. К., 2007;
- Бичок, корівка та телята. К., 2007;
- А гарний видався деньок. К., 2007;
- Веселий водограй. Х., 2007;
- Пустотливі промінці. Х., 2007;
- Ведмеді й ведмежатка. К., 2007;
- Веселі художники. Х., 2008;
- Веселі чемпіони. Х., 2008;
- Отака у нас родина! Х., 2008;
- Книга вихованої дитини. К., 2009;
- Чарівний ліс. Х., 2009; 2010;
- Котик Клаптик. Х., 2010;
- Веселий водограй. Х., 2011;
- Великий світ мишки Ельвіри та її друзів. Чк., 2018.

## Родина
Онука радянського та українського письменника, поета і перекладача Грицька Бойка, донька українського поета, драматурга, прозаїка і перекладача Вадима Бойка.

## Нагороди
- Лауреат премії видавництва «Смолоскип» (заохочувальна премія у 1997 році, третя премія у 1999 та 2000 роках)
- Лауреат премії Гранослов (2000)